# Station Duddeston
Duddeston is een spoorwegstation van National Rail in Duddeston, Birmingham in Engeland. Het station is eigendom van Network Rail en wordt beheerd door West Midland Trains.